# Kōhei Miyauchi
Kōhei Miyauchi (宮内 幸平, Miyauchi Kōhei), de son vrai nom Takayuki Miyauchi (宮内 孝幸, Miyauchi Takayuki) est un seiyū japonais né le 4 août 1929 à Kagoshima et décédé le 2 juin 1995.

## Rôles notables

### Anime
- Alps no Shoujo Heidi : Alm-Öhi
- Les Aventures du Bosco : Ender
- Le Château de Cagliostro (The Castle of Cagliostro) : Gardener
- Dragon Ball : Kamé Sennin
- Dragon Ball Z : Kamé Sennin
- Saint Seiya : Mitsumasa Kido
- Magic Knight Rayearth : Chang Ang
- Sailor Moon : Fortune Teller (ep 2)
- Space Battleship Yamato III : Shalibart Elder
- Nils Holgersson (The Wonderful Adventures of Nils) : Rosenbaum
- Prefectural Earth Defense Force (en) : Dr Inoue

### Films d'animations
- Le Château de Cagliostro : Le jardinier
- Nausicaä de la vallée du vent : Gol
- Edgar de la Cambriole : Le Complot du clan Fuma : Grand-père Suminawa
- Super Mario Bros. : Peach-Hime Kyushutsu Dai Sakusen! : Sennin Mushroom Hermit

### Jeux
- Fist of the North Star : Jūkei
- Policenauts : Victor Jurgens